# NGC 6337
NGC 6337 is een planetaire nevel in het sterrenbeeld Schorpioen. Het hemelobject werd op 28 juni 1834 ontdekt door de Britse astronoom John Herschel.

## Synoniemen
- PK 349-1.1
- ESO 333-PN5
- AM 1718-382